# SIKON UNIFIL 1
SIKON UNIFIL 1 je naziv za kontigent Slovenske vojske, ki je sodeloval v mirovni operaciji Organizacije združenih narodov - UNIFIL.
Kontingent je deloval iz libanonskih vojaških baz Tibnin in Shama, pri čemer je opravljal izvidniške naloge.
Junija 2007 je kontigent zamenjal naslednji kontigent SIKON UNIFIL 2.